# Grand Prix automobile du Canada 2019
GP précédent GP suivant
Le Grand Prix automobile du Canada 2019 (Formula 1 Pirelli Grand Prix du Canada 2019) disputé le 9 juin 2019 sur le Circuit Gilles-Villeneuve, est la 1004e épreuve du championnat du monde de Formule 1 courue depuis 1950. Il s'agit de la cinquantième édition du Grand Prix du Canada comptant pour le championnat du monde de Formule 1, la quarantième disputée sur le circuit de l'Île Notre-Dame, au sein du Parc Jean-Drapeau de Montréal et la septième manche du championnat 2019. La zone des stands et du paddock a été totalement rénovée, les travaux s'étant déroulés entre l'édition 2018 du Grand Prix et le printemps 2019.
Profitant d'une bonne adhérence et d'une vitesse supérieure dans la grande ligne droite du troisième secteur du circuit, Sebastian Vettel réalise la 56e pole position de sa carrière, sa première depuis le Grand Prix d'Allemagne 2018 et dix-sept courses d'attente. Il devance Lewis Hamilton de 206 millièmes de seconde lors de leurs dernières tentatives en Q3. En deuxième ligne, Charles Leclerc est accompagné par Daniel Ricciardo qui obtient son meilleur résultat en qualifications avec Renault, sur le circuit où il a remporté sa première victoire, en 2014. Victime d'un tête-à-queue lors de sa première tentative en Q3, Valtteri Bottas, sixième, part derrière Pierre Gasly en troisième ligne ; Nico Hülkenberg et Lando Norris sont en quatrième ligne. Max Verstappen, piégé après un gros accident de Kevin Magnussen en fin de Q2, n'atteint pas la troisième phase des qualifications. À la suite d'une pénalité reçue par Carlos Sainz Jr., auteur du neuvième temps, et du fait que Magnussen doive s'élancer de la voie des stands, Verstappen occupe la neuvième position sur la grille, devant Daniil Kvyat.
Lewis Hamilton remporte sa cinquième victoire de la saison - la soixante-dix-huitième de sa carrière - et permet à Mercedes Grand Prix de rester invaincue en neuf courses (depuis le Grand Prix du Brésil 2018), sans franchir la ligne d'arrivée le premier. En effet, hormis pour sept tours durant le ballet des arrêts au stand, Sebastian Vettel mène toute la course sous la pression du quintuple champion du monde britannique. Mais au 48e tour, à la chicane des virages no 3 et no 4, il rate son freinage, part dans l'herbe et revient en piste sous le nez de son rival en le tassant contre le mur, le forçant à sortir des limites de la piste ; Vettel (qui sera élu pilote du jour) est alors pénalisé de cinq secondes par les commissaires de course et conteste vivement cet avis, estimant qu'il n'avait nulle part où aller. S'il passe sous le drapeau à damier devant Hamilton, ce dernier remporte l'épreuve avec 3 secondes et 658 centièmes d'avance. Arrivé dans le parc fermé après avoir garé sa Ferrari à l'entrée de la voie des stands, Vettel intervertit les panonceaux 1 et 2, prenant le premier qui se trouve devant la monoplace de Hamilton, pour le mettre à l'emplacement où devrait se trouver la sienne.
Charles Leclerc effectue une course solitaire au troisième rang et, revenu à quatre secondes du vainqueur, obtient le deuxième podium de sa carrière après celui de Bahreïn. Valtteri Bottas, remonté du sixième rang sur la grille, se classe quatrième ; sa position sécurisée, il est arrêté par son écurie à trois tours de l'arrivée et, chaussé de pneus tendres, s'attribue le point supplémentaire associé au meilleur tour en course. Max Verstappen effectue une belle remontée depuis sa neuvième place au départ, dépassant notamment les deux Renault pour se classer cinquième et dernier pilote dans le même tour que Hamilton. Daniel Ricciardo et Nico Hülkenberg finissent sixième et septième alors que Pierre Gasly, parti cinquième et arrêté très tôt par son écurie passe toute sa course dans le trafic et ne peut faire mieux que huitième. En vue de l'arrivée, Lance Stroll (revenu de la dix-septième place sur la grille) et Daniil Kvyat dépassent tour à tour Carlos Sainz Jr. pour prendre les derniers points.
Les deux pilotes Mercedes continuent à caracoler en tête du championnat, Hamilton (162 points) devant Bottas (133 points) ; Vettel (100 points) suit à 62 points du leader. Verstappen reste quatrième (88 points) devant Leclerc (72 points), Gasly (36 points) et Sainz (18 points) tandis que Ricciardo remonte à la huitième place (16 points) devant Magnussen (14 points), Pérez et Räikkönen (13 points). Chez les constructeurs, Mercedes (295 points) conserve une avance conséquente sur Ferrari (172 points) et Red Bull Racing (124 points) ; McLaren, avec 30 points est juste devant Renault (28 points) ; suivent Racing Point (19 points), Toro Rosso (17 points), Haas (16 points) et Alfa Romeo (13 points). Williams n'a toujours pas marqué.

## Pneus disponibles
| Pneus pour piste sèche | Pneus pour piste sèche | Pneus pour piste sèche | Pneus pluie    | Pneus pluie |
| ---------------------- | ---------------------- | ---------------------- | -------------- | ----------- |
| Durs (Type C3)         | Médiums (Type C4)      | Tendres (Type C5)      | Intermédiaires | Pluie       |

## Essais libres

### Première séance, le vendredi de 10 h à 11 h 30
| Pos. | Pilote           | Voiture            | Chrono         | Écart     |
| ---- | ---------------- | ------------------ | -------------- | --------- |
| 1    | Lewis Hamilton   | Mercedes           | 1 min 12 s 767 |           |
| 2    | Valtteri Bottas  | Mercedes           | 1 min 12 s 914 | + 0 s 147 |
| 3    | Charles Leclerc  | Ferrari            | 1 min 13 s 720 | + 0 s 953 |
| 4    | Max Verstappen   | Red Bull-Honda     | 1 min 13 s 755 | + 0 s 988 |
| 5    | Sebastian Vettel | Ferrari            | 1 min 13 s 905 | + 1 s 138 |
| 6    | Kimi Räikkönen   | Alfa Romeo-Ferrari | 1 min 13 s 945 | + 1 s 178 |

- Nicholas Latifi, pilote-essayeur chez Williams F1 Team, remplace Robert Kubica lors de cette séance d'essais ; c'est la première fois depuis le début de la saison qu'un pilote-essayeur est envoyé en piste lors d'une session de préparation d'un Grand Prix[4].

### Deuxième séance, le vendredi de 14 h à 15 h 30
| Pos. | Pilote           | Voiture         | Chrono         | Écart     |
| ---- | ---------------- | --------------- | -------------- | --------- |
| 1    | Charles Leclerc  | Ferrari         | 1 min 12 s 177 |           |
| 2    | Sebastian Vettel | Ferrari         | 1 min 12 s 251 | + 0 s 074 |
| 3    | Valtteri Bottas  | Mercedes        | 1 min 12 s 311 | + 0 s 134 |
| 4    | Carlos Sainz Jr. | McLaren-Renault | 1 min 12 s 553 | + 0 s 376 |
| 5    | Kevin Magnussen  | Haas-Ferrari    | 1 min 12 s 935 | + 0 s 758 |
| 6    | Lewis Hamilton   | Mercedes        | 1 min 12 s 938 | + 0 s 761 |

### Troisième séance, le samedi de 11 h à 12 h
| Pos. | Pilote           | Voiture        | Chrono         | Écart     |
| ---- | ---------------- | -------------- | -------------- | --------- |
| 1    | Sebastian Vettel | Ferrari        | 1 min 10 s 843 |           |
| 2    | Charles Leclerc  | Ferrari        | 1 min 10 s 982 | + 0 s 139 |
| 3    | Lewis Hamilton   | Mercedes       | 1 min 11 s 236 | + 0 s 393 |
| 4    | Valtteri Bottas  | Mercedes       | 1 min 11 s 531 | + 0 s 688 |
| 5    | Max Verstappen   | Red Bull-Honda | 1 min 11 s 842 | + 0 s 999 |
| 6    | Pierre Gasly     | Red Bull-Honda | 1 min 11 s 914 | + 1 s 071 |

## Séance de qualifications

### Résultats des qualifications
| Pos.                                                                                      | Pilote             | Écurie                    | Qualifications 1 | Qualifications 2 | Qualifications 3 |
| ----------------------------------------------------------------------------------------- | ------------------ | ------------------------- | ---------------- | ---------------- | ---------------- |
| 1                                                                                         | Sebastian Vettel   | Ferrari                   | 1 min 11 s 200   | 1 min 11 s 142   | 1 min 10 s 240   |
| 2                                                                                         | Lewis Hamilton     | Mercedes                  | 1 min 11 s 518   | 1 min 11 s 010   | 1 min 10 s 446   |
| 3                                                                                         | Charles Leclerc    | Ferrari                   | 1 min 11 s 214   | 1 min 11 s 205   | 1 min 10 s 920   |
| 4                                                                                         | Daniel Ricciardo   | Renault                   | 1 min 11 s 837   | 1 min 11 s 532   | 1 min 11 s 071   |
| 5                                                                                         | Pierre Gasly       | Red Bull-Honda            | 1 min 12 s 023   | 1 min 11 s 196   | 1 min 11 s 079   |
| 6                                                                                         | Valtteri Bottas    | Mercedes                  | 1 min 11 s 229   | 1 min 11 s 095   | 1 min 11 s 101   |
| 7                                                                                         | Nico Hülkenberg    | Renault                   | 1 min 11 s 720   | 1 min 11 s 553   | 1 min 11 s 324   |
| 8                                                                                         | Lando Norris       | McLaren-Renault           | 1 min 11 s 780   | 1 min 11 s 735   | 1 min 11 s 863   |
| 9                                                                                         | Carlos Sainz Jr.   | McLaren-Renault           | 1 min 11 s 750   | 1 min 11 s 572   | 1 min 13 s 981   |
| 10                                                                                        | Kevin Magnussen    | Haas-Ferrari              | 1 min 12 s 107   | 1 min 11 s 786   | pas de temps     |
| 11                                                                                        | Max Verstappen     | Red Bull-Honda            | 1 min 11 s 619   | 1 min 11 s 800   |                  |
| 12                                                                                        | Daniil Kvyat       | Toro Rosso-Honda          | 1 min 11 s 965   | 1 min 11 s 921   |                  |
| 13                                                                                        | Antonio Giovinazzi | Alfa Romeo-Ferrari        | 1 min 12 s 122   | 1 min 12 s 136   |                  |
| 14                                                                                        | Alexander Albon    | Toro Rosso-Honda          | 1 min 12 s 020   | 1 min 12 s 193   |                  |
| 15                                                                                        | Romain Grosjean    | Haas-Ferrari              | 1 min 12 s 109   | pas de temps     |                  |
| 16                                                                                        | Sergio Pérez       | Racing Point-BWT Mercedes | 1 min 12 s 197   |                  |                  |
| 17                                                                                        | Kimi Räikkönen     | Alfa Romeo-Ferrari        | 1 min 12 s 230   |                  |                  |
| 18                                                                                        | Lance Stroll       | Racing Point-BWT Mercedes | 1 min 12 s 266   |                  |                  |
| 19                                                                                        | George Russell     | Williams-Mercedes         | 1 min 13 s 617   |                  |                  |
| 20                                                                                        | Robert Kubica      | Williams-Mercedes         | 1 min 14 s 393   |                  |                  |
| Temps minimal à réaliser pour la qualification : 1 min 16 s 184 (107 % de 1 min 11 s 200) |                    |                           |                  |                  |                  |

### Grille de départ
- Carlos Sainz Jr., auteur du neuvième temps, est pénalisé d'un recul de trois places pour avoir gêné Alexander Albon durant la deuxième phase des qualifications ; il s'élance finalement de la onzième place en raison du départ des stands de Kevin Magnussen[8] ;
- Victime d'un accident contre le « mur des champions » en fin de Q2, Kevin Magnussen auteur du dixième temps, ne peut participer à la dernière phase qualificative et doit prendre le départ depuis la voie des stands à cause du changement de son châssis[9].

## Course

### Incident du48etour
Sebastian Vettel et Lewis Hamilton se battent en tête de la course, Hamilton revenant par moments à moins d'une seconde de son rival, écart lui permettant d'utiliser son aileron arrière mobile dans les longues lignes droites du circuit Gilles-Villeneuve ; toutefois, il n'est jamais en position de tenter un dépassement sur la Ferrari. À vingt-deux tours de l'arrivée, à l'entrée de la chicane constituée par les virages no 3 et no 4, la Ferrari SF90 fait une embardée, traverse le terre-plein gazonné et revient en piste sous le nez de la W10 de Hamilton, qui est contraint de freiner brutalement pour éviter une collision. Vettel se justifie ainsi : « J'ai perdu l'arrière de la voiture. Clairement, ça n'était pas l'objectif de partir en dehors de la piste sans savoir de quelle manière j'allais la retrouver. Je crois qu'il est assez clair que j'étais à la limite, j'ai attaqué très fort toute la course. Je me suis retrouvé sur l'herbe et il est de notoriété publique que l'herbe n'offre pas beaucoup d'adhérence. En revenant sur la piste, j'essayais juste de reprendre le contrôle de la voiture. Quand je l'ai repris, j'ai pu regarder dans mes rétroviseurs et vu Lewis juste derrière moi. » Hamilton déclare après coup : « Quand on sort de la piste, on est supposé y remonter en toute sécurité et pas sur la trajectoire idéale en bloquant un autre concurrent » et s'attribue le mérite d'avoir su mettre la pression à Vettel au point de le « pousser à la faute,. »
Les commissaires, assistés par Emanuele Pirro, estiment que Vettel a forcé Hamilton à sortir des limites de la piste et lui infligent une pénalité de cinq secondes : « La voiture no 5 a quitté la piste, y est revenue de manière dangereuse et a forcé un autre pilote à aller hors piste, incident tel que défini par l'article 38.1 du règlement sportif de la FIA ». Vettel se met à protester vivement dans son casque, ne masquant pas sa colère. Ne parvenant pas ensuite à se ménager une avance sur Hamilton supérieure à ces cinq secondes, il passe le premier sous le drapeau à damiers mais est rétrogradé au deuxième rang. « Ce n'est pas la manière avec laquelle je voulais gagner », explique Hamilton.
Après le tour d'honneur, Vettel ne gare pas sa voiture parmi les trois premières mais à l'entrée de la voie des stands. Il n'est pas présent pour les interviews « à chaud » réalisées par Martin Brundle mais arrive, à pied, sous le podium et intervertit les panonceaux « 1 » et « 2 » pour placer le premier à l'emplacement où devrait se trouver sa monoplace et le second devant celle d'Hamilton. Sur le podium, le vainqueur invite son dauphin dépité à le rejoindre sur la première marche. Alors que le public siffle Hamilton, Vettel réagit en lui demandant d'arrêter de le huer.
Plusieurs anciens pilotes et champions du monde, dont Nigel Mansell, Jenson Button, Mario Andretti, Damon Hill, Jacques Villeneuve et Mark Webber, prennent position contre la pénalité infligée à Vettel estimant le « résultat faussé » et demandant aux instances dirigeantes de laisser les pilotes courir. Alexander Wurz, le président du GPDA, déclare même que la pénalité de Vettel crée un précédent « vraiment dangereux » pour la FIA et appelle à plus de pragmatisme sur les sanctions. Daniel Ricciardo développe également des arguments très parlants en faveur de son ancien coéquipier chez Red Bull Racing, rappelant qu'au Grand Prix de Monaco 2016, Lewis Hamilton « lui avait fait le même coup » en coupant la chicane à la sortie du tunnel et en reprenant la piste sous son nez, et qu'il n'avait pas été sanctionné : « Il y a trois ans, il m'avait laissé moins d’espace que Seb ne lui en a laissé cette fois-ci ! Pourtant Lewis n'avait pas été pénalisé à l'époque, ce qui était la bonne chose à faire. Ce n'était pas un geste délibéré de sa part, nous nous battions juste à couteaux tirés pour la gagne. » Nico Rosberg estime en revanche, arguments tranchants à l'appui, que la pénalité du pilote Ferrari est totalement justifiée,.
Ross Brawn, qui travaille désormais pour Liberty Media, le nouveau propriétaire de la Formule 1, se refuse à donner son opinion sur la pénalité de Sebastian Vettel (« Je ne veux pas donner mon opinion sur la décision parce que, dans ma position, ce serait une erreur de le faire. ») tout en reconnaissant que la décision prise par les commissaires n'avait « rien de désastreux. »
La Scuderia Ferrari, qui disposait d'un délai de recours de 96 heures, a tout d'abord notifié la FIA de son intention de faire appel de la décision des commissaires. Le 13 juin, consciente que ses chances d'obtenir une révision du classement de la course étaient nulles, elle décide d'abandonner son appel auprès du pouvoir sportif.
Le 17 juin, l'équipe exerce son droit de revue auprès de la FIA : cette démarche prévue par l'article 14.1.1 du code sportif international de la FIA n'est possible que si le plaignant est en mesure d'apporter de nouvelles preuves pour contester la décision des commissaires de course. Le 20 juin, la FIA annonce officiellement qu'elle valide la demande de révision déposée par Ferrari et que les commissaires sportifs du Grand Prix du Canada (Emanuele Pirro, Gerd Ennser, Mathieu Remmerie et Mike Kaerne) se réunissent le 21 juin, au circuit Paul Ricard, lors du Grand Prix de France, pour étudier les nouvelles preuves apportées au dossier par Ferrari,.
Lors de l'audience destinée à examiner s'il y avait une opportunité d'annuler la pénalité de Sebastian Vettel, les commissaires de la FIA décident de rejeter les preuves fournies par Ferrari. La FIA, après avoir entendu Laurent Mekies, le directeur sportif de Ferrari, estiment qu'« il n’y a pas de nouvel élément significatif qui n'était pas à disposition des commissaires au moment de la course. » Ferrari avait présenté des éléments de télémétrie, une analyse vidéo détaillée sous plusieurs angles et l'analyse de données GPS des trajectoires de Vettel et Hamilton lors de la sortie de piste Vettel et des tours précédents ; un témoignage écrit de Vettel a aussi été fourni. Les commissaires ont jugé que tous les éléments avaient déjà été pris en compte avant la fin de la course hormis une analyse de Karun Chandhok sur Sky Sports après la course et une vidéo de face de Vettel. Leur analyse n'a pas été jugée significative car menée par une tierce partie ou ne fournissant pas d'éléments significatifs. En conséquence, la procédure de Ferrari est rejetée, la pénalité de Vettel et la victoire de Lewis Hamilton au Canada confirmées,,.

### Classement de la course
| Pos. | no | Pilote             | Écurie                    | Tours | Temps/Abandon                      | Grille  | Points |
| ---- | -- | ------------------ | ------------------------- | ----- | ---------------------------------- | ------- | ------ |
| 1    | 44 | Lewis Hamilton     | Mercedes                  | 70    | 1 h 29 min 07 s 084 (205,527 km/h) | 2       | 25     |
| 2    | 5  | Sebastian Vettel   | Ferrari                   | 70    | + 3 s 658 (dont 5 s de pénalité)   | 1       | 18     |
| 3    | 16 | Charles Leclerc    | Ferrari                   | 70    | + 4 s 696                          | 3       | 15     |
| 4    | 77 | Valtteri Bottas    | Mercedes                  | 70    | + 51 s 043                         | 6       | 12 + 1 |
| 5    | 33 | Max Verstappen     | Red Bull-Honda            | 70    | + 57 s 655                         | 9       | 10     |
| 6    | 3  | Daniel Ricciardo   | Renault                   | 69    | + 1 tour                           | 4       | 8      |
| 7    | 27 | Nico Hülkenberg    | Renault                   | 69    | + 1 tour                           | 7       | 6      |
| 8    | 10 | Pierre Gasly       | Red Bull-Honda            | 69    | + 1 tour                           | 5       | 4      |
| 9    | 18 | Lance Stroll       | Racing Point-BWT Mercedes | 69    | + 1 tour                           | 17      | 2      |
| 10   | 26 | Daniil Kvyat       | Toro Rosso-Honda          | 69    | + 1 tour                           | 10      | 1      |
| 11   | 55 | Carlos Sainz Jr.   | McLaren-Renault           | 69    | + 1 tour                           | 11      |        |
| 12   | 11 | Sergio Pérez       | Racing Point-BWT Mercedes | 69    | + 1 tour                           | 15      |        |
| 13   | 99 | Antonio Giovinazzi | Alfa Romeo-Ferrari        | 69    | + 1 tour                           | 12      |        |
| 14   | 8  | Romain Grosjean    | Haas-Ferrari              | 69    | + 1 tour                           | 14      |        |
| 15   | 7  | Kimi Räikkönen     | Alfa Romeo-Ferrari        | 69    | + 1 tour                           | 16      |        |
| 16   | 63 | George Russell     | Williams-Mercedes         | 68    | + 2 tours                          | 18      |        |
| 17   | 20 | Kevin Magnussen    | Haas-Ferrari              | 68    | + 2 tours                          | pitlane |        |
| 18   | 88 | Robert Kubica      | Williams-Mercedes         | 67    | + 3 tours                          | 19      |        |
| Abd. | 23 | Alexander Albon    | Toro Rosso-Honda          | 59    | Retrait volontaire                 | 13      |        |
| Abd. | 4  | Lando Norris       | McLaren-Renault           | 8     | Suspension                         | 8       |        |

### Pole position et record du tour
- Pole position :  Sebastian Vettel (Ferrari) en 1 min 10 s 240 (223,514 km/h)[30].
- Meilleur tour en course :  Valtteri Bottas (Mercedes) en 1 min 13 s 078 (214,833 km/h) au soixante-neuvième tour ; quatrième à l'arrivée, il remporte le point bonus associé au meilleur tour en course[31].

### Tours en tête
- Sebastian Vettel (Ferrari) : 63 tours (1-25 / 33-70)[32]
- Lewis Hamilton (Mercedes) : 2 tours (26-27)
- Charles Leclerc (Ferrari) : 5 tours (28-32)

## Classements généraux à l'issue de la course
| Pos. | Pilote           | Écurie                    | Points |
| ---- | ---------------- | ------------------------- | ------ |
| 1    | Lewis Hamilton   | Mercedes                  | 162    |
| 2    | Valtteri Bottas  | Mercedes                  | 133    |
| 3    | Sebastian Vettel | Ferrari                   | 100    |
| 4    | Max Verstappen   | Red Bull-Honda            | 88     |
| 5    | Charles Leclerc  | Ferrari                   | 72     |
| 6    | Pierre Gasly     | Red Bull-Honda            | 36     |
| 7    | Carlos Sainz Jr. | McLaren-Renault           | 18     |
| 8    | Daniel Ricciardo | Renault                   | 16     |
| 9    | Kevin Magnussen  | Haas-Ferrari              | 14     |
| 10   | Sergio Pérez     | Racing Point-BWT Mercedes | 13     |
| 11   | Kimi Räikkönen   | Alfa Romeo-Ferrari        | 13     |
| 12   | Lando Norris     | McLaren-Renault           | 12     |
| 13   | Nico Hülkenberg  | Renault                   | 12     |
| 14   | Daniil Kvyat     | Toro Rosso-Honda          | 10     |
| 15   | Alexander Albon  | Toro Rosso-Honda          | 7      |
| 16   | Lance Stroll     | Racing Point-BWT Mercedes | 6      |
| 17   | Romain Grosjean  | Haas-Ferrari              | 2      |

| Pos. | Écurie                    | Points |
| ---- | ------------------------- | ------ |
| 1    | Mercedes                  | 295    |
| 2    | Ferrari                   | 172    |
| 3    | Red Bull-Honda            | 124    |
| 4    | McLaren-Renault           | 30     |
| 5    | Renault                   | 28     |
| 6    | Racing Point-BWT Mercedes | 19     |
| 7    | Toro Rosso-Honda          | 17     |
| 8    | Haas-Ferrari              | 16     |
| 9    | Alfa Romeo-Ferrari        | 13     |

## Statistiques
Le Grand Prix du Canada 2019 représente :
- la 56e pole position de Sebastian Vettel, sa première depuis le Grand Prix d'Allemagne 2018[35] ;
- la 78e victoire de Lewis Hamilton[36] ;
- la 94e victoire de Mercedes Grand Prix en tant que constructeur[37] ;
- la 180e victoire de Mercedes en tant que motoriste[38].

Au cours de ce Grand Prix :
- Lewis Hamilton égale le record, établi par Michael Schumacher, de sept victoires au Grand Prix du Canada[39] ;
- Daniel Ricciardo passe la barre des 1 000 points inscrits en Formule 1 (1 002 points inscrits)[40] ;
- Charles Leclerc passe la barre des 100 points inscrits en Formule 1 (111 points inscrits)[41] ;
- Sebastian Vettel est élu « Pilote du jour » à l'issue d'un vote organisé sur le site officiel de la Formule 1[42] ;
- Emanuele Pirro (37 départs en Grands Prix de Formule 1, 3 points inscrits entre 1989 et 1991 et quintuple vainqueur des 24 Heures du Mans en 2000, 2001, 2002, 2006 et 2007) est nommé conseiller auprès des commissaires de course par la FIA pour les aider dans leurs jugements[43].